# 神奈川沖浪裏
《神奈川沖浪裏》（或记作《神奈川沖波裏》）是日本浮世繪畫家葛飾北齋創作的木刻版畫，出版於1831年至1833年间，是冨嶽三十六景系列作品。该画以富士山為背景，描繪了“神奈川沖”（即神奈川外海，现横滨市神奈川區对出的海面上）的巨浪掀卷着渔船，船工们爲了生存而努力抗爭的圖像，是葛飾北齋的代表作，也是舉世聞名的日本艺术作品。该作品出版时印制了数千幅，但现存于世的估计仅有数百幅，部分收藏于大英博物馆、大都会艺术博物馆、东京国立博物馆等大型博物馆。

## 作品

### 构成
本作品高25.7厘米，宽37.9厘米，是由大浪、3只船以及背景富士山这三个要素构成的大画幅横绘画作。完成之后在画面左上角署名补完。该画在葛饰北斋近70岁时创作，鹰爪般的浪花与日本琳派大师尾形光琳的《波涛图》一脉相承，又受到西方现实主义艺术的启发，采用线性透视中低地平线的手法以营造强烈的空间感，在印刷时，描绘的海浪使用了当时欧洲流行的颜料“普鲁士蓝”，描绘船只的黄色和描绘天空的粉红色则为植物染料。

#### 富士山
作为冨嶽三十六景主题的富士山被绘于画面中央靠下的背景中。对于日本来说，富士山是神圣的国家的象征，也是美的象征。将本来雄伟的富士山画得很小，和前景的巨浪形成了鲜明的对比。地平线附近的暗色和仿佛被照亮的，被雪覆盖的山顶，表达了现在是清晨，而太阳是从观赏者这侧升起的。上空的积雨云让人感觉现在应该有暴风雨，然而画中却并没有下雨。

#### 船
画面中描绘了3只被巨浪翻弄的船。这些船是当时从房總半島到江户城运送活鱼的押送船。船上有8名抱紧船桨的划船手，在船头还能看到2名以上的乘客，画面中大约有30人。人们僵直在船中，和运动的浪形成对比。

#### 浪
画面截取了大海波涛汹涌，风大浪高的瞬间。构图中大浪的曲线描绘成弧形，令富士山成为这弧形的中心。浪尖飞散出的浪花四溅，仿佛降在富士山的雪。最后面的船和浪高幾乎相等，押送船一般长约12到15米，北齋将垂直高度伸长了30%左右，因此推测浪高应在10到12米。
有人认为这个巨浪就是海啸。这个解释最早可以追溯到1960年代。再之前的130年中，都认为是通常常见的大浪。因为北齋生活的年代中，关东、关西均没有大的波浪发生过，因此有可能是听说过1792年九州云仙岳喷发情况后创作的。但是本作品中描绘的大浪并不是缩短波长的海啸。

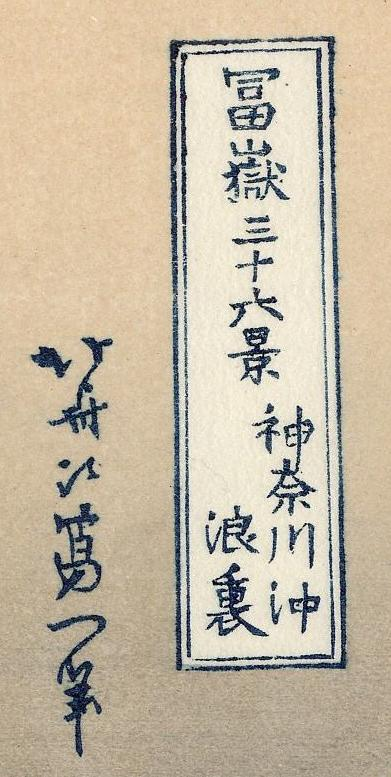
署名

#### 署名
画面左上角的落款写着画的标题和署名。长方形的框里写着标题是「冨嶽三十六景／神奈川沖／浪裏」。它左边写着的署名是「北齋改爲一筆」，直接把「北齋」改号为「為一」（いいつ）。北齋在其生涯中改过30次号。
冨嶽三十六景中，除了「北齋改爲一筆」之外，他还用过「前北齋爲一筆」以及「北齋爲一筆」的署名。

## 現存
《神奈川沖浪裏》在出版時共拓印出了數千幅作品，據估計有五千至八千幅在當時以廉價出售，屬於人氣頗高的商業出版物，在1842年，單張售價定為十六文，時值兩碗麵的價錢，大部分作為紀念品售予到富士山遊覽的遊客和朝聖者，但由於戰爭、地震、火災和其他自然田害，時至今日，據估計只有數百幅存世，主要由墨田北齋美術館、大英博物館、大都會藝術博物館、芝加哥藝術博物館、洛杉磯郡藝術博物館、維多利亞國立美術館、皇家藝術與歷史博物館、法國國家圖書館、東京國立博物館等收藏，部分則由個人收藏家機構珍藏。
该画作在全球艺术品拍卖市场也是广受欢迎的藏品。由于没有编号证实哪些是初版，故由保存状态决定其价值，一级状态仍保有原画蓝色轮廓，二级状态则变成黑色轮廓。在2021年3月的佳士得纽约亚洲艺术周中，一幅《神奈川沖浪裏》以超最低估价10倍的159万美元成交价售出。

## 影响

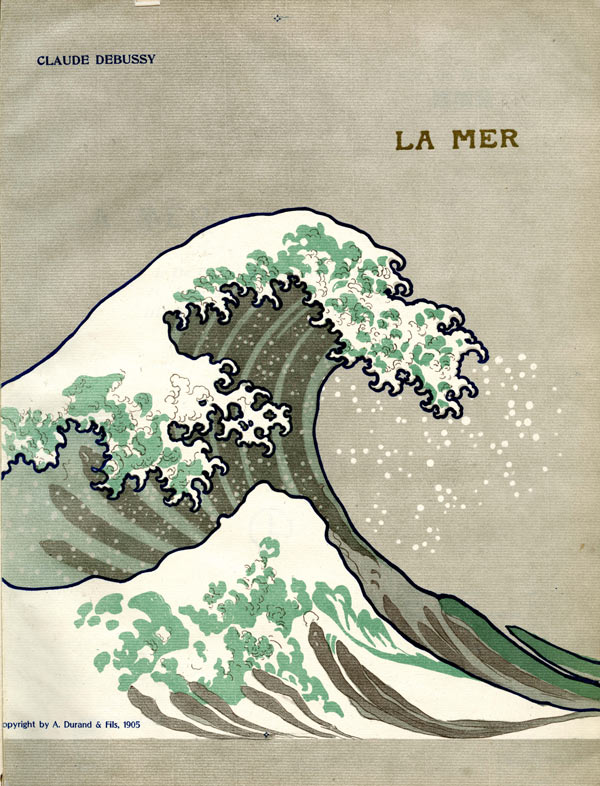
德彪西交响诗《海》於1905年發行時的總譜封面

作为日本浮世绘经典之作，《神奈川沖浪裏》自面世而来激发了很多艺术家的创作灵感。该作品在1870年代传入欧洲后曾引起轰动，法国印象派画家莫奈对其推崇备至，这幅作品至今仍收藏于他在吉维尼的故居。荷蘭后印象派画家梵高在寫給弟弟特奥的信中大力誇讚此作，在创作《星夜》曾参考这幅画的构图及色彩。法國作曲家德彪西在书房上长挂该作，受其影响创作出交响诗《大海》（La Mer），並请雅克·杜朗以其为摹本作为首版乐谱封面。

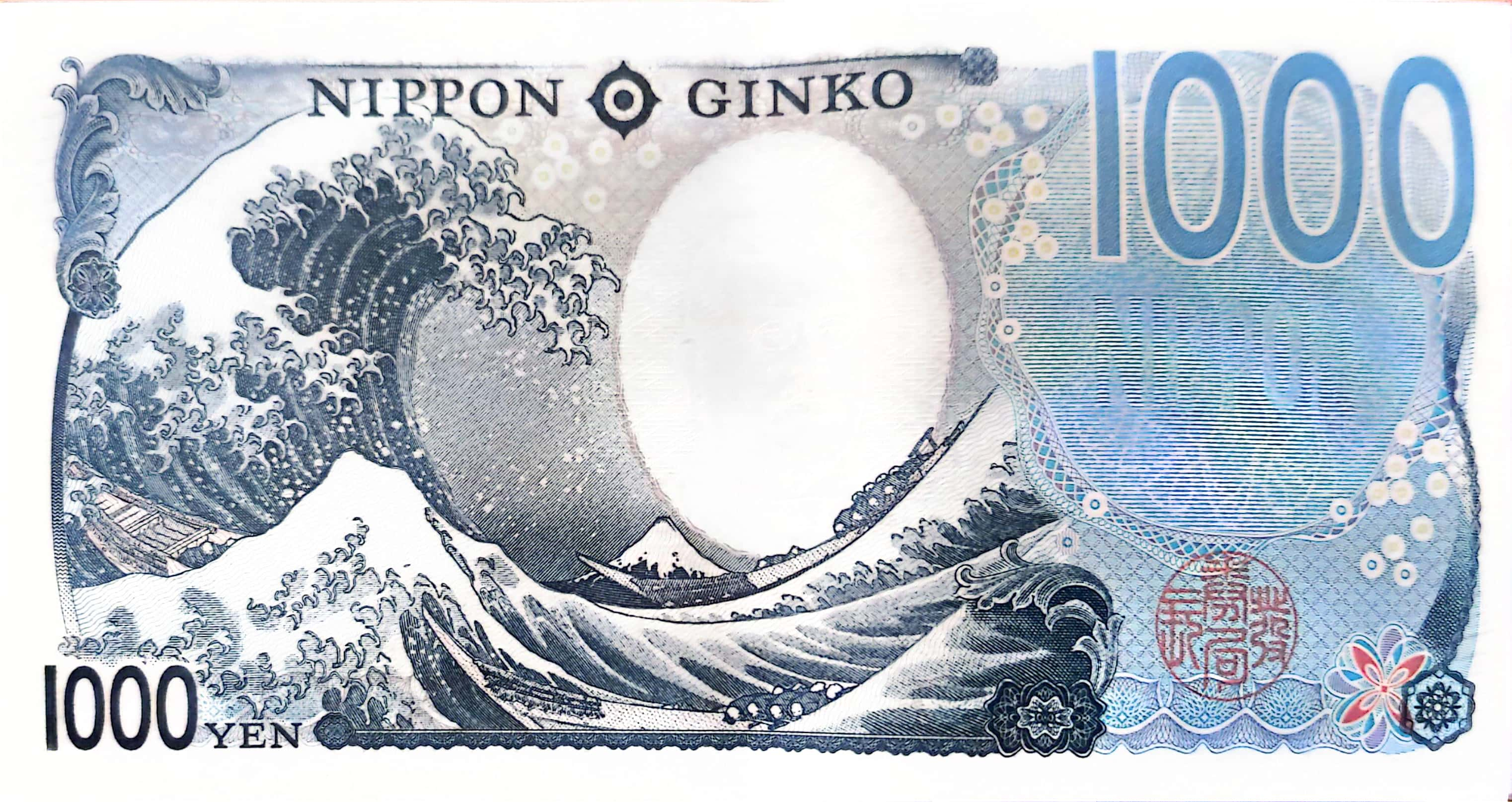
2024年新版的一千日圓紙幣背面图案

20世纪以来，《神奈川沖浪裏》以“Great Wave”（巨浪）之名在全球流传，因其在国际上的知名度，被广泛应用在各类日常物品、商业广告及流行文化当中，是世界上被再创作次数最多的画之一。作为代表日本的象徵性文化符号之一，《神奈川沖浪裏》被选为日本銀行於令和六年（2024年）發行的新版一千日圓紙幣背面图案。